# Stóragjá
Die Stóragjá ist eine kleine, wassergefüllte Höhle in Island.
Sie liegt südlich von Reykjahlíð im Mývatn-Gebiet und ist in wenigen Minuten von der Ringstraße über einen Pfad zu erreichen. Das Wasserbecken in der Stóragjá kann über eine Leiter und ein Seil erreicht werden. Es gibt ein Männer- und ein Frauenbad. Die Wassertemperatur liegt um die 30 °C. Der Wasseraustausch in der Höhle ist gering, darunter leidet die Wasserqualität.
Koordinaten: 65° 38′ 17,7″ N, 16° 54′ 35,6″ W